# IC 422
IC 422 — галактика типу E (еліптична галактика) у сузір'ї Заєць.
Цей об'єкт міститься в оригінальній редакції індексного каталогу.